# Ratto di Europa (Giambattista Tiepolo)
Il Ratto di Europa è un dipinto eseguito da Giambattista Tiepolo nel biennio 1720-21 e conservato nelle Gallerie dell'Accademia a Venezia. 

## Descrizione
L'opera si basa sul celebre episodio descritto nel poema latino Le metamorfosi di Ovidio. La mitologica principessa fenicia, che sta per essere rapita da Giove, appare al centro della composizione, attorniata da ancelle e servitori: essa ha le sembianze di Maria Cecilia Guardi, moglie del pittore. Il re degli dei si aggira intorno alla giovane donna, trasformatosi per l'occasione in un toro bianco. In alto, su una nuvola, si trovano Cupido e l'aquila di Giove.